# 古堆乡
古堆乡，是中华人民共和国西藏自治区山南市措美县下辖的一个乡镇级行政单位。

## 行政区划
古堆乡下辖以下地区：
扎西松多村和帕仓村。